# Affaire Hugues de Lincoln
Pour les articles homonymes, voir Saint Hugues.
Ne pas confondre avec saint Hugues de Lincoln
L'affaire Hugues de Lincoln concerne un petit garçon anglais  (°1247 - † août 1255) dont la disparition provoqua une accusation de meurtre rituel contre les Juifs, ce qui entraîna le massacre d'une vingtaine d'entre eux en Grande Bretagne. Cette accusation reste infondée mais ses conséquences se sont fait sentir jusqu'au XXe siècle.
Le jeune garçon a disparu le 31 juillet 1255 et son corps a été découvert dans un puits un mois plus tard. Surnommé Little Saint Hugh, canonisé par l'Église catholique, il a été célébré localement le 27 juillet.

## Histoire

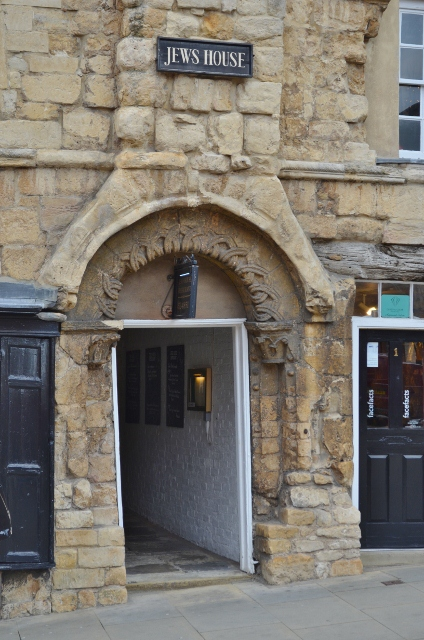
Maison des Juifs à Lincoln

Peu de temps après la disparition de l'enfant, le 31 juillet 1255 à Lincoln, fils d'une femme nommée Béatrice, son corps est retrouvé le 29 août, couvert d'immondices, dans une fosse ou un puits appartenant à un Juif du lieu dénommé Copin (ou Koppin, Jopin), grâce aux accusations de la mère et du juge et officier du roi, John de Lexinton (en). 
Le Juif Copin de Lincoln avoua sous la torture qu'il avait tué l'enfant, après la promesse faite par John de Lexinton de lui laisser la vie sauve s'il avouait. Dans sa confession, il déclara que c'était l'habitude chez les Juifs de crucifier un enfant chrétien chaque année. Copin fut exécuté par pendaison après avoir été traîné par un cheval à travers la ville, et l'histoire se serait terminée là si une série d'événements n'avait coïncidé avec la disparition de l'enfant.
Six mois plus tôt environ, le roi Henri III avait vendu à son frère Richard, comte de Cornouailles, ses droits sur la taxe des Juifs. Ayant perdu cette source de revenu, il décida qu'il avait droit à l'argent des Juifs s'ils étaient condamnés pour crime. En conséquence, environ quatre-vingt-dix Juifs furent arrêtés et détenus à la Tour de Londres, accusés d'avoir été impliqués dans ce meurtre rituel.
Dix-huit d'entre eux furent pendus - c'était la première fois que le gouvernement civil prononçait une condamnation à mort pour « meurtre rituel » - et le roi Henri eut donc la possibilité de se saisir de leurs biens. Les autres furent graciés et libérés, probablement parce que Richard, qui y voyait une menace contre ses propres sources de revenus, était intervenu en leur faveur auprès de son frère, comme le firent des franciscains.
L'historien Gavin I. Langmuir utilise des termes durs accusant John de Lexinton d'avoir influencé le roi Henry pour qu'il traitât aussi sévèrement les Juifs de Lincoln.

### L'histoire racontée auXIIIesiècle
Le moine bénédictin, Matthew Paris, historien médiéval anglais, raconte l'histoire de Hugh, jeune garçon enlevé par des Juifs lors d'une fête. Après l'avoir kidnappé, les Juifs le mettent au secret et le nourrissent de lait et autres sucreries, pendant qu'ils préviennent la communauté juive habitant les autres localités d'Angleterre afin qu'elle soit présente le jour du sacrifice de l'enfant. Ils élisent alors un Juif pour prendre la place de Ponce Pilate, qui décide des différentes tortures à infliger à l'enfant, rappelant celles subies par Jésus-Christ.

## Conséquences

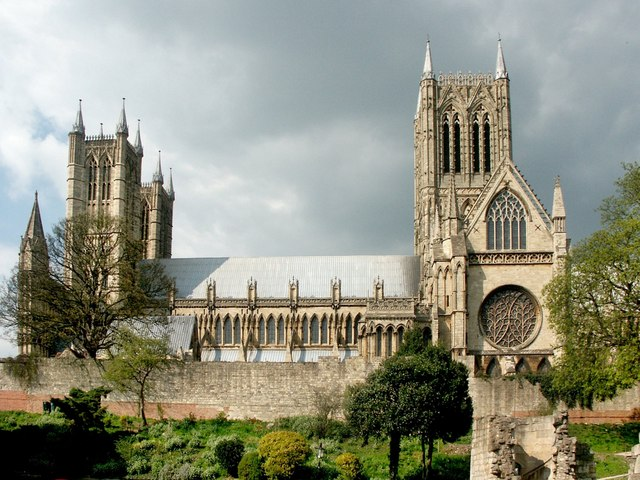
Cathédrale de la Vierge Marie de Lincoln

Pendant ce temps, la cathédrale de Lincoln commençait à tirer profit de l'épisode : Hugues était considéré comme un martyr chrétien et les lieux associés à sa vie devenaient le but de pèlerinages. Promue par le doyen de la cathédrale, une légende à son sujet prit de l'ampleur, recevant le soutien de la culture populaire, et l'histoire devint sujet de poésie et de folklore. Même 150 ans plus tard, Geoffrey Chaucer, dans ses Contes de Canterbury, fait référence à Hugues de Lincoln dans Le Conte de la Prieure. Ces éléments récurrents augmentèrent l'antijudaïsme et la cruauté dans le traitement des Juifs, qui menèrent à leur expulsion en 1290.
Le jeune garçon est surnommé Little Saint Hugh pour le distinguer de saint Hughes de Lincoln (dit également d'Avalon).
Les dévots de Hugues de Lincoln affluèrent vers la ville jusqu'au début du XXe siècle, quand un puits fut construit dans l'ancien quartier juif de la Cour de Juifs et présenté à grand bruit comme le puits où on avait trouvé le corps de Hugues.

En 1955, l'Église anglicane remplaça le reliquaire dans la cathédrale de Lincoln par une plaque portant ces mots :

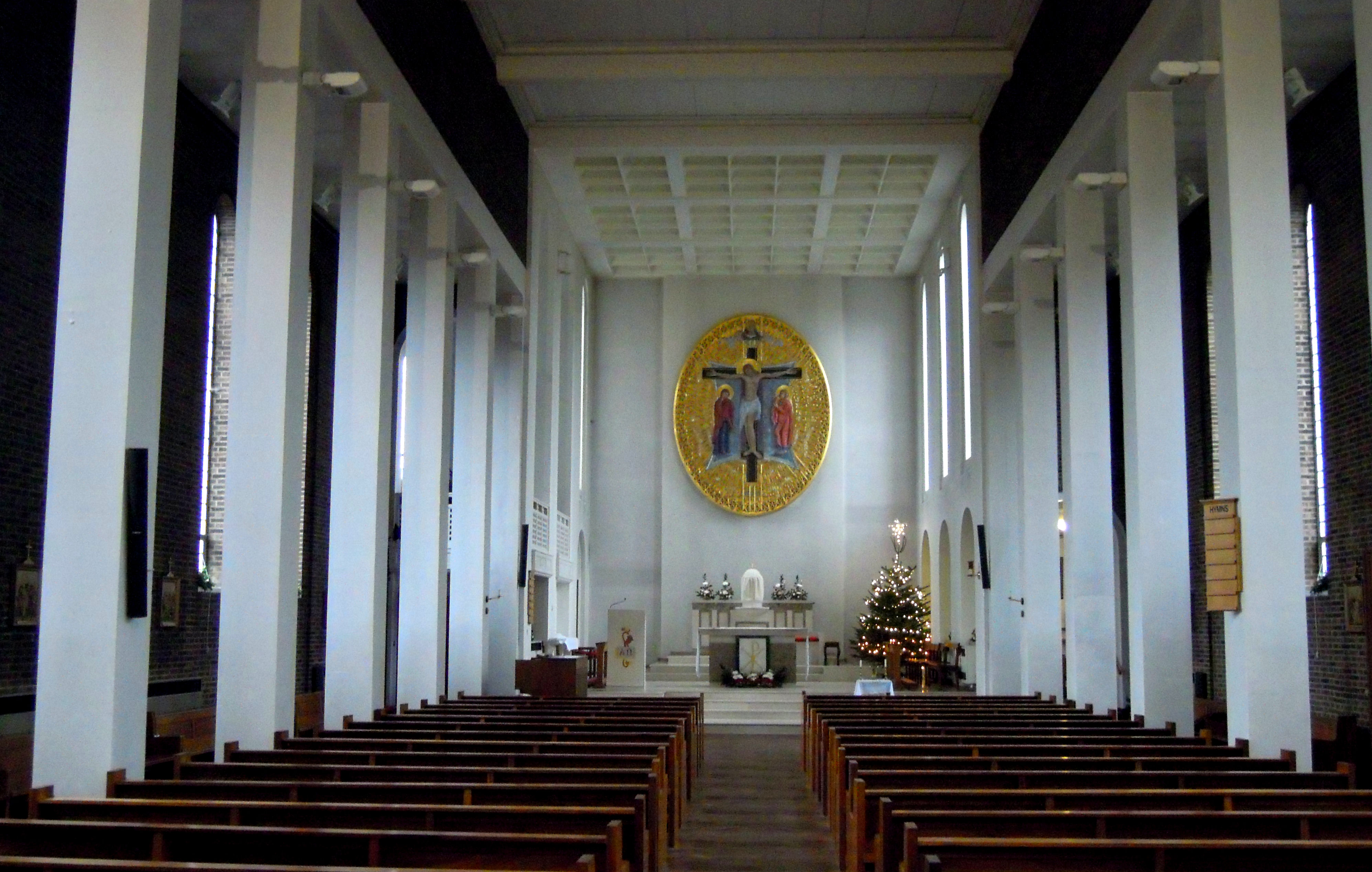
Eglise St Hugh of Lincoln in Letchworth (Hertfordshire)

Ancien emplacement du reliquaire du Petit saint Hugues.
Des légendes mensongères rapportant des histoires de « meurtres rituels » de petits garçons chrétiens par les communautés juives étaient courantes dans toute l'Europe au Moyen Âge et même beaucoup plus tard. Ces faux bruits ont coûté la vie à un grand nombre de Juifs innocents. Lincoln avait sa propre légende et la prétendue victime a été enterrée dans la Cathédrale en 1255.
De telles histoires ne font pas honneur à la chrétienté et ainsi nous prions :
Seigneur, pardonnez ce que nous avons été,
corrigez ce que nous sommes,
et amenez-nous à ce que nous devons être.
Des édifices religieux portent son nom comme l'église Saint-Hugues de Lincoln.

## Anecdotes
En 1975 le groupe anglais de folk-rock Steeleye Span a enregistré une version du « Petit saint Hugues » dans son album Commoner's Crown. Dans la chanson, le meurtrier est « une lady gay » qui est « habillée de vert ».